# St. Leonhard (Kundl)

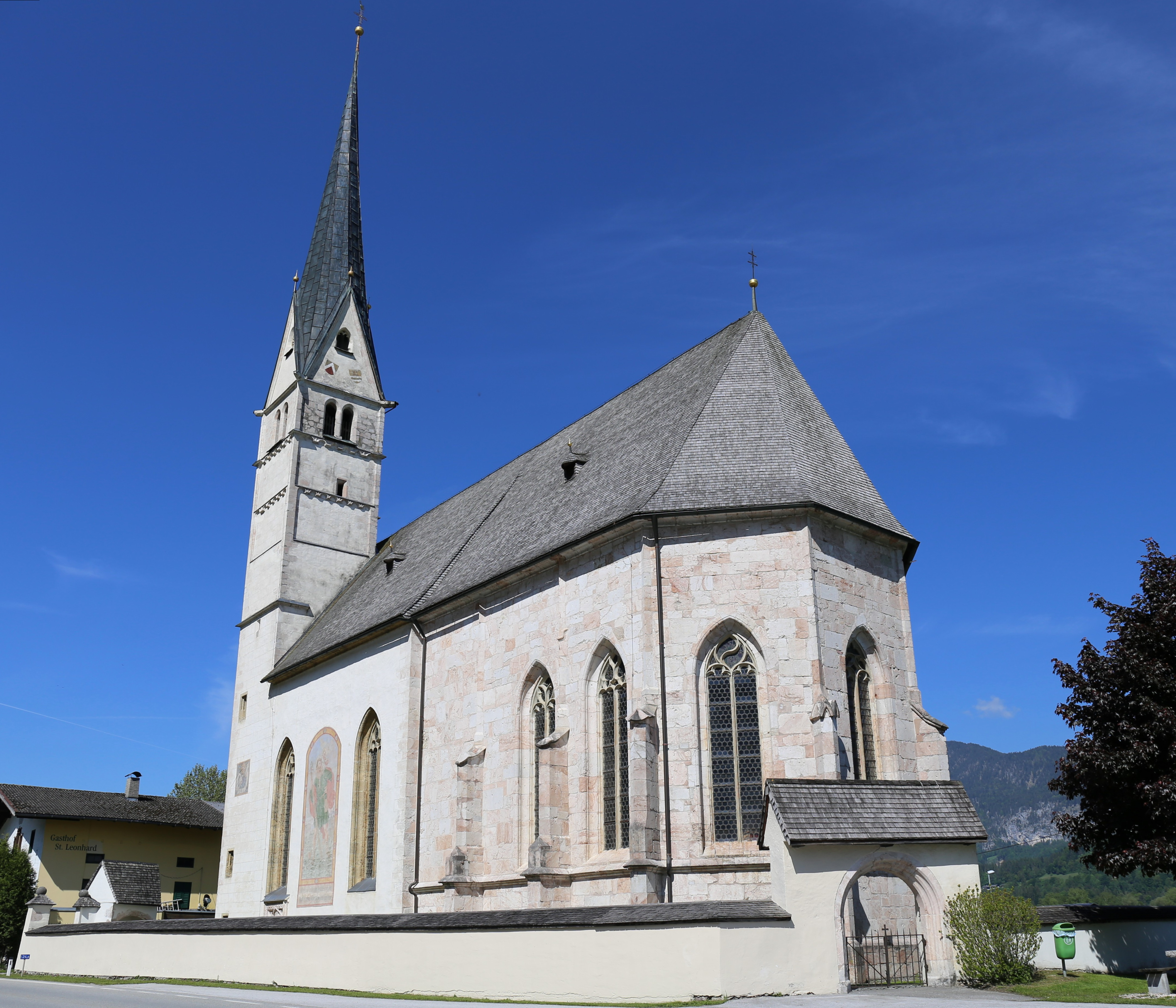
St. Leonhard bei Kundl von Südosten

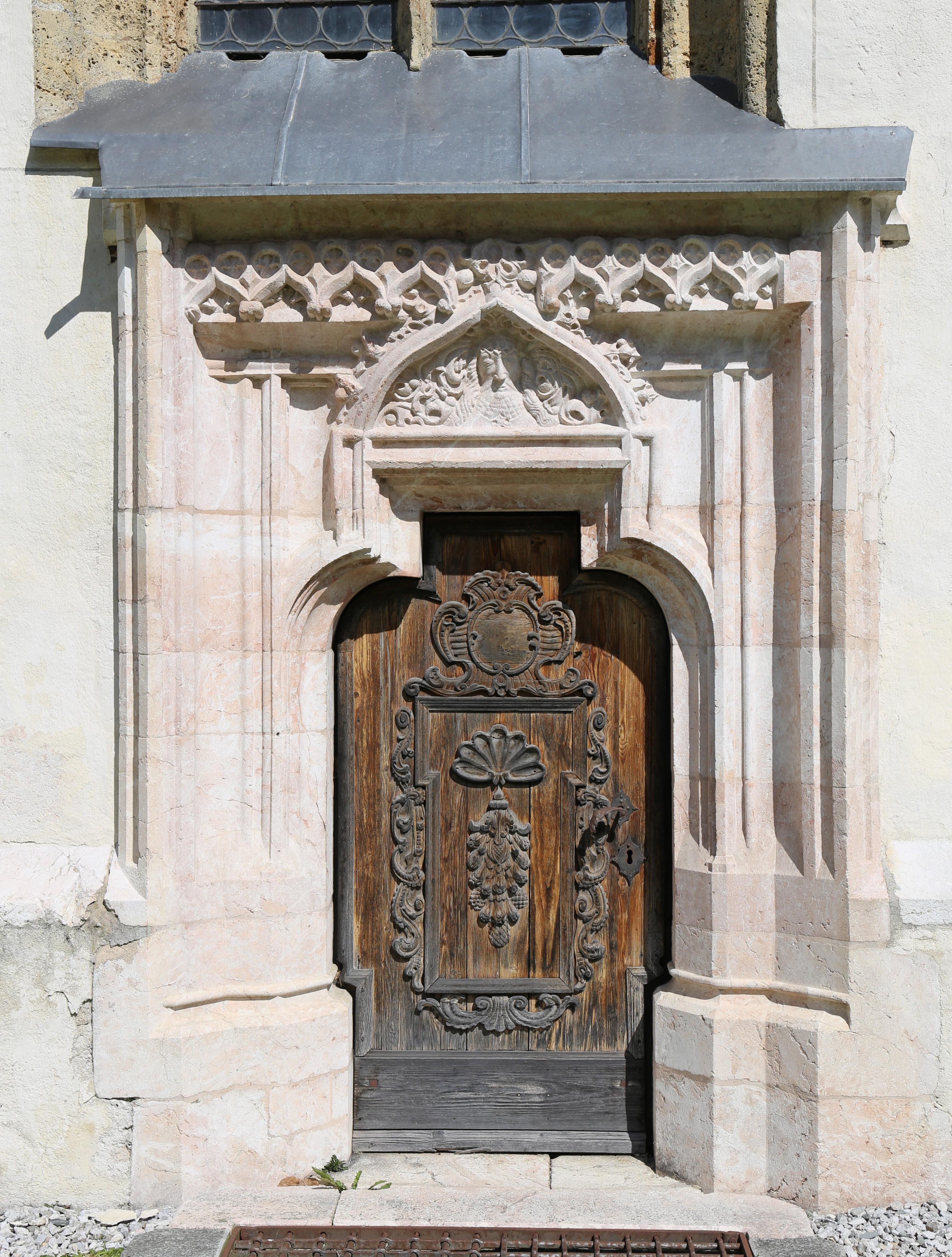
Südportal

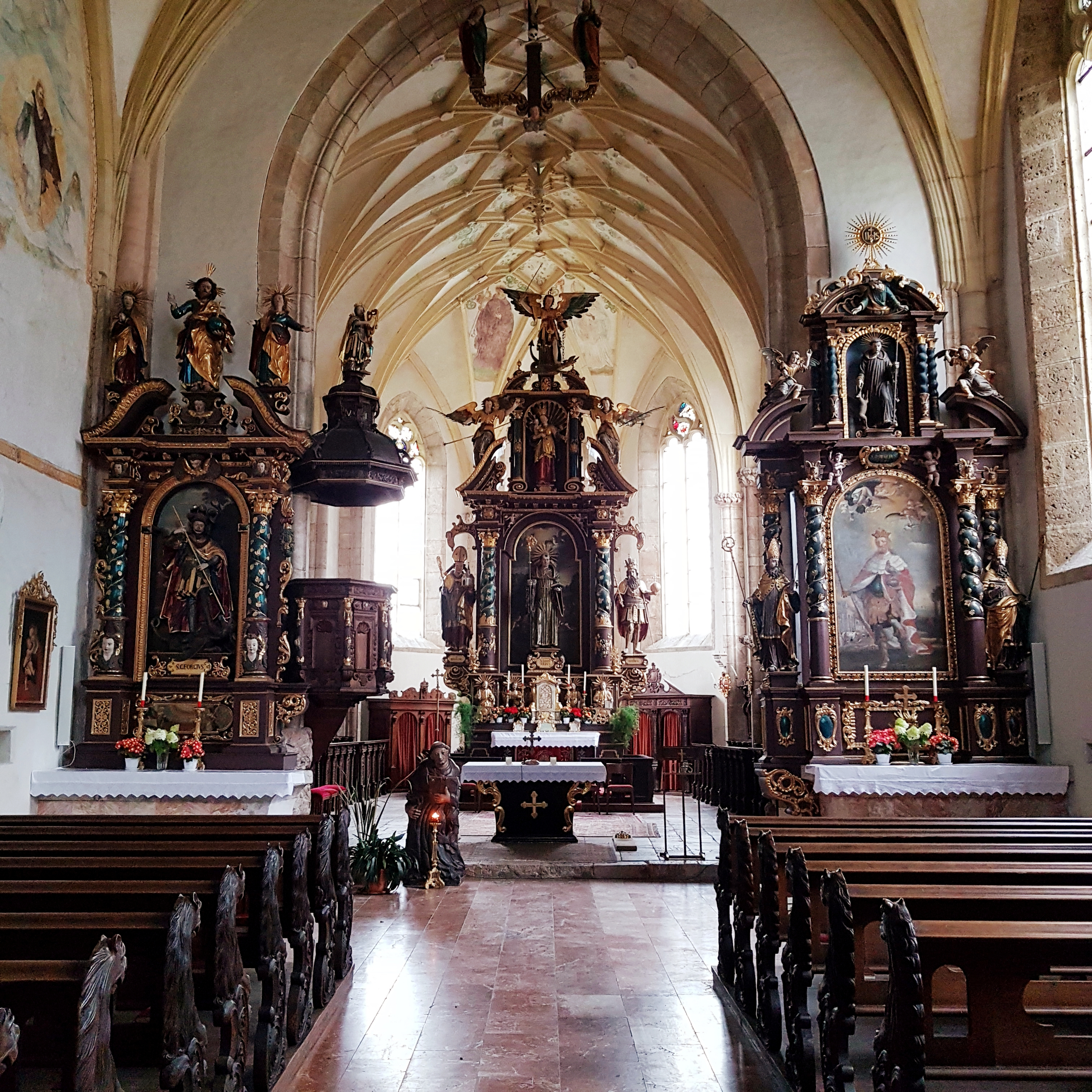
Langhaus, Blick zum Chor

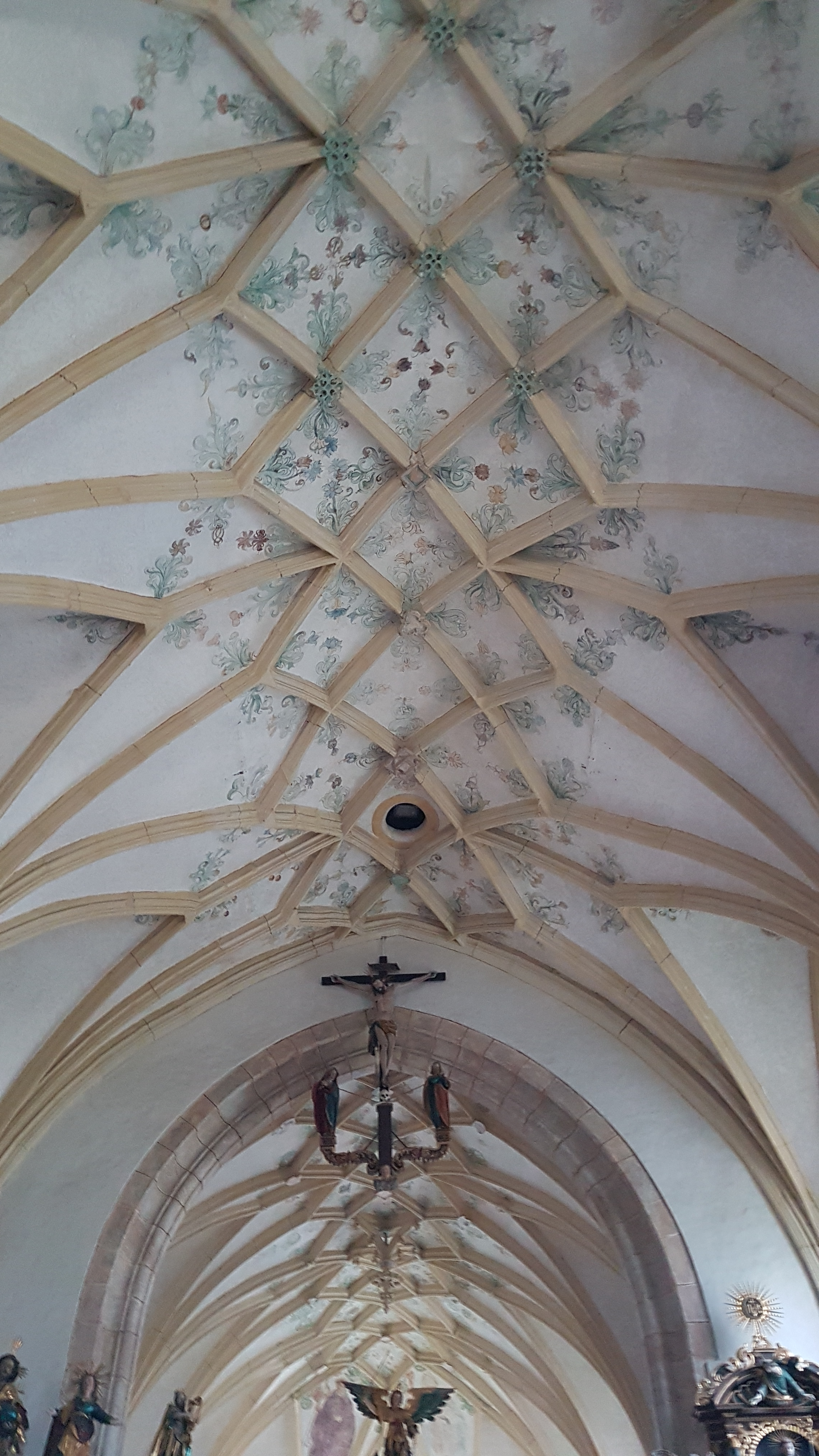
Langhaus- und Chorgewölbe

Die Filial- und Wallfahrtskirche Kundl auch St. Leonhard auf der Wiese steht etwa einen Kilometer südwestlich von Kundl-Dorf in der Marktgemeinde Kundl im Bezirk Kufstein im Bundesland Tirol. Die dem Patrozinium hl. Leonhard von Limoges unterstellte römisch-katholische Wallfahrtskirche gehört zum Dekanat Reith im Alpbachtal in der Erzdiözese Salzburg. Die Kirche und die Kirchhofanlage stehen unter Denkmalschutz (Listeneintrag). Der spätgotische Kirchenbau wurde von 1480 bis 1512 auf Veranlassung der Schwazer Bergwerksknappen errichtet.

## Geschichte
Es besteht eine Legende zur Vorgeschichte der Kirche, die nachweislich erstmals 1681 auftritt. Demnach soll der im Jahre 1004 durchreisende König Heinrich II. eine aus dem Inn geborgene und aufgestellte Leonhardsfigur bemerkt haben und daraufhin gelobt haben, eine angemessene Kirche für sie zu errichten, die dann 1020 von Papst Benedikt VIII. persönlich geweiht worden sein soll. Jedoch ist dieser steinerne Vorgängerbau nicht nachweisbar.
Die heimischen Gewerkengeschlechter Mermoser, Lintauer, Hocholtinger, Fronheimer und Rider, deren Wappen sich an den Schlusssteinen befinden, beauftragten den Hagauer Meister Christian Nickinger zum Bau der Kirche. Bis zu seinem Tod 1492 konnte er das Langhaus und den Turm fertigstellen. Nach einigen Jahren Stillstand fügte Jörg Steyrer, ebenfalls aus Hagau, bis 1512 den Chor hinzu, sodass die Kirche vermutlich im selben Jahr geweiht werden konnte. Mitte des 17. Jahrhunderts bekam der Sakralbau die heutige Frühbarockausstattung.
Aufgrund von Diebstählen in den späten 1680er Jahren wurde um 1690 unterhalb der Emporenbrüstung ein Absperrgitter angebracht. In der Barockzeit betrachteten die Wallfahrer, die nach Kundl kamen, den heiligen Leonhard nicht mehr als Patron der Bergknappen, sondern als Schutzpatron für das Vieh, was als nicht zuträglich angesehen wurde. Deshalb versteigerte man 1786 das Gotteshaus für 600 Gulden zum Abbruch. Die aufgebrachte Bevölkerung konnte dies verhindern, es gingen jedoch zahlreiche Kunstschätze verloren.
Die große Außen- und Innenrenovierung von 1958/59 gab der Kirche den Glanz aus der Barockzeit wieder.

## Architektur
Die Leonhardskirche ist neben der Schwazer Stadtpfarrkirche der bedeutendste spätgotische Sakralbau des Tiroler Unterlandes. Die Kirche besteht aus einem vierjochigen, außen ungegliederten Langhaus, in dessen Südwesteck der 56 m hohe Kirchturm mit Spitzhelm integriert ist. Der dreijochige gering eingezogene Chor mit Dreiachtelschluss ist mit Hagauer Marmor verkleidet und oberhalb der kurzen Strebepfeiler durch zarte Dreiecklisenen gegliedert. Das Bauwerk ist im Innern 35 m lang, 12 m breit und 13 m hoch.
Die Kirche betritt man durch zwei Portale. Das Westportal ist ein mehrfach gekehltes, gedrucktes Spitzbogenportal mit Vordach. Am reich mit gotischen Formen gestalteten Südportal befindet sich im abschließenden Kielbogen ein Relief des Hauptes Christi. Ebenfalls an der Südseite befindet sich ein fensterhohes barockes Christophorusfresko. Die spitzbogigen Fenster mit tiefen Kehlungen weisen ein zweibahniges Maßwerk auf.
Der Innenraum weist ein tief herabgezogenes Netzrippengewölbe auf, das auf halbrunden Wanddiensten ruht. Die Schlusssteine (im Chor ein hängender) sind mit den Wappen der Bauherren und des Kaisers Maximilian I. versehen. Das Gewölbe ist mit Fresken aus dem ersten Drittel des 16. Jahrhunderts verziert. Hinter dem Altarauszug sind die Heiligen Leonhard und Wolfgang aufgemalt. An den Nordwänden der zwei vorderen Langhausjoche befinden sich zwei Fresken aus der Zeit um 1600. Das linke zeigt Jesus am Kreuz, den Blick zum heiligen Leonhard gerichtet, und kniend den Stifter des Freskos, Pfarrer Johann Alxinger, der in einer Inschrift am unteren Rand namentlich genannt ist. Das rechte Fresko ist nur fragmentarisch erhalten.
Die westliche Empore ruht auf drei Spitzbögen. Der südliche Emporenpfeiler setzt sich über der Brüstung bis zum Gewölbe fort und trägt die Nordostecke des Kirchturms. Zwischen den Bogensäulen ist das reich verzierte hochbarocke Abschlussgitter eingefügt.

## Ausstattung

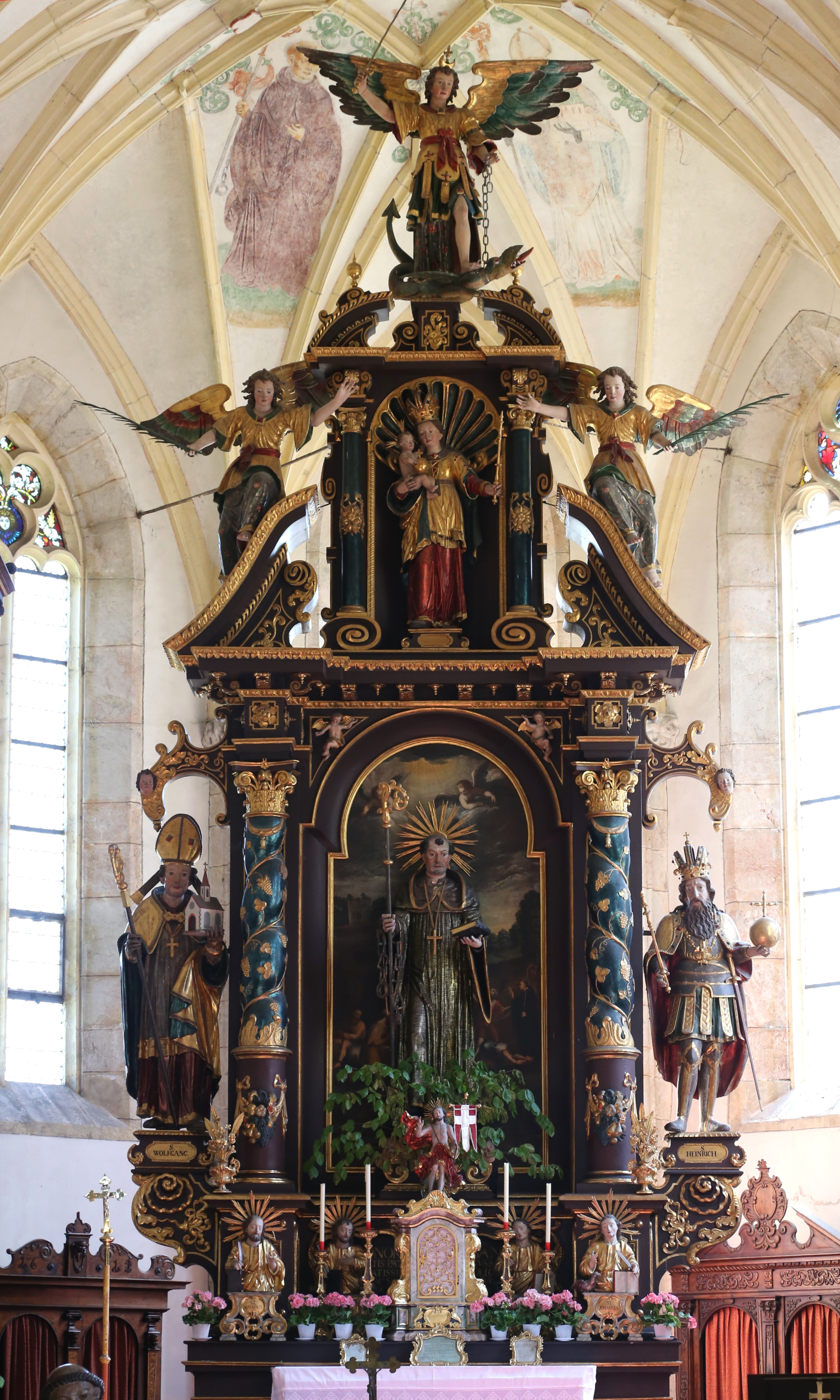
Hochaltar

Den Hochaltar schuf 1646 Peter Weißbachauer. Vor dem Altarblatt, das den hl. Leonhard als Helfer der Gefangenen zeigt, steht eine Figur des Kirchenpatrons, die es fast ganz verdeckt. Seitlich assistieren außerhalb der mit Weinlaub berankten und gedrehten Säulen die Heiligen Wolfgang und Heinrich II. Auf der Mensa stehen neben dem Tabernakel die Büsten der Evangelisten. In der Mittelnische des Altarauszugs befindet sich die Himmelskönigin mit Kind, darüber steht der Erzengel Michael als triumphierender Drachenbezwinger, und seitlich befinden sich Engel mit Palmzweigen.
Der zur gleichen Zeit von Peter Weißbachauer geschaffene linke Seitenaltar ist dem hl. Georg gewidmet, dessen Statue ebenfalls vor gemaltem Hintergrund steht. Auf dem Altarauszug stehen der hl. Johannes Evangelist und Maria seitlich neben Christus Salvator.

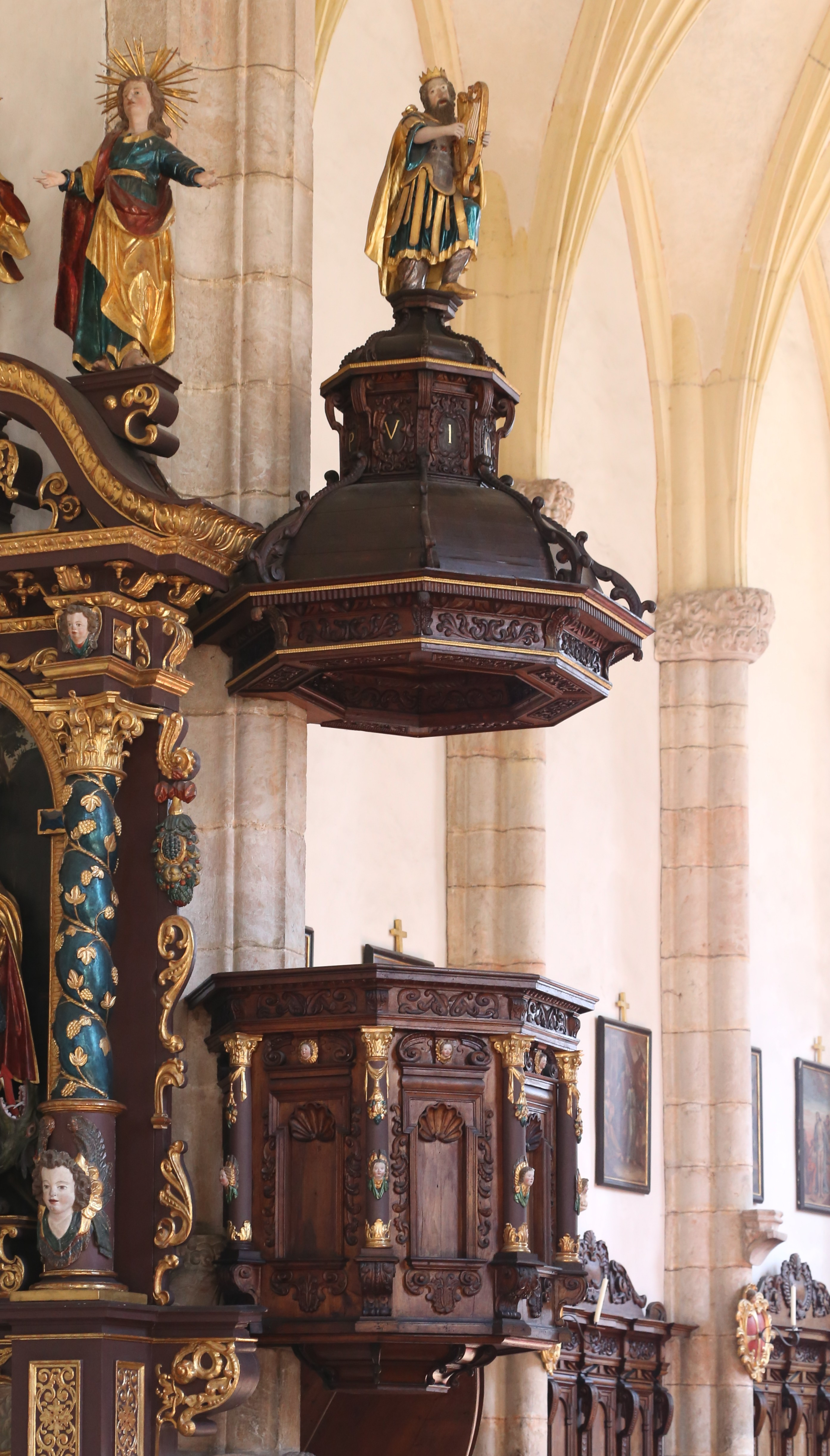
Kanzel

Der dem als Mesner an der Kirche tätigen Bildhauer Michael Mayr zugeschriebene rechte Oswaldaltar ist jünger und wurde 1685 aufgestellt. Das Altarblatt wird von zwei Heiligenfiguren flankiert. Ob die linke Statue den hl. Erasmus darstellt, wie es im Kirchenführer steht, oder den hl. Blasius, auf den das Attribut der Kerze hinweist, ist ungeklärt. An der rechten Seite befindet sich der hl. Ulrich. In die Nische des Auszugs ist der hl. Ägidius eingefügt und über ihm im Giebel Gottvater auf einer Wolke.

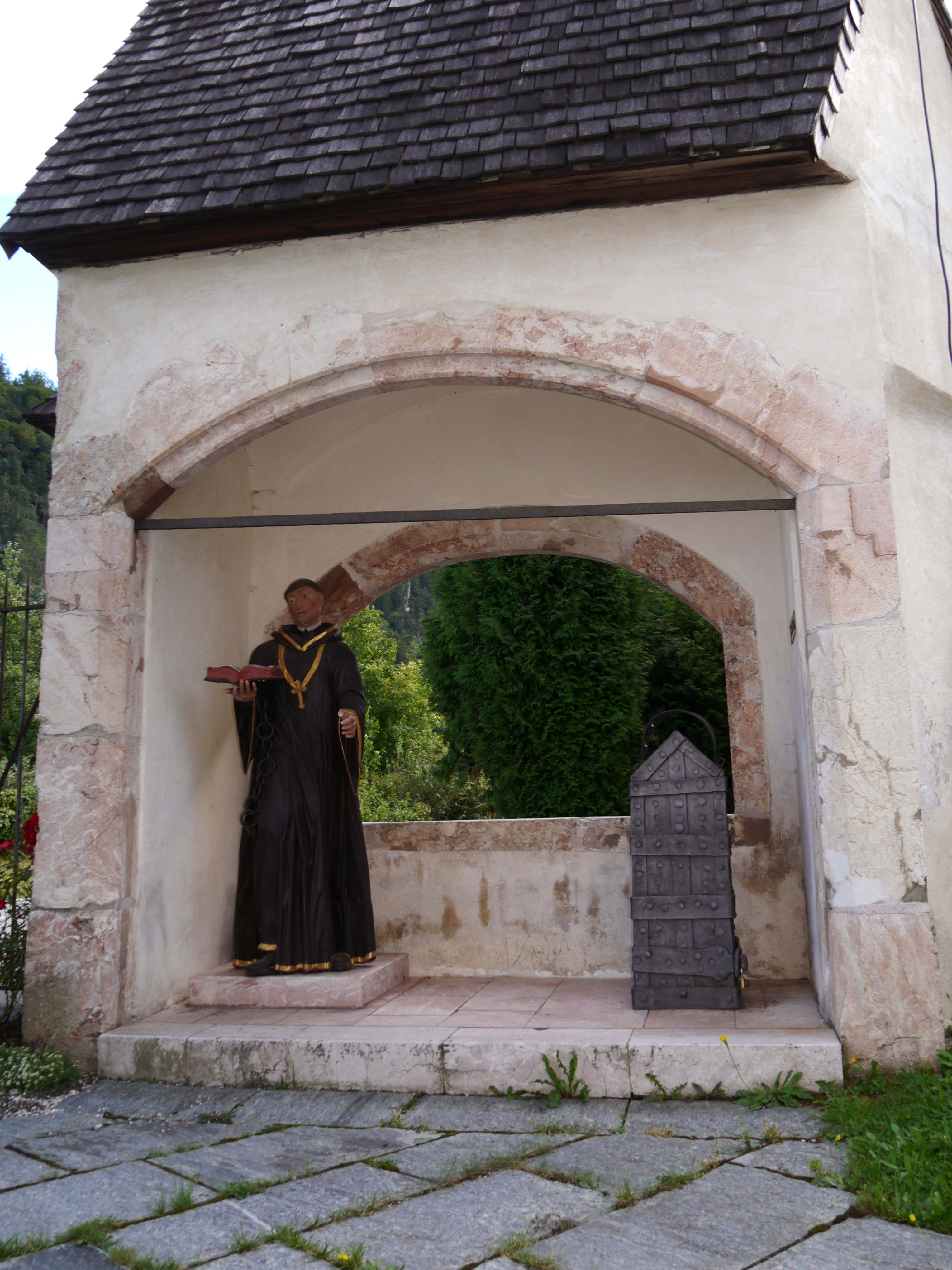
Heiltumslaube

Die vornehm zurückhaltend mit Schnitzereien und Säulen verzierte Kanzel neben dem Georgsaltar stammt ebenfalls aus der Zeit um 1650. Ein Harfe spielender König David krönt den Schalldeckel. Dem frühen Hochbarock nach 1650 gehört die reiche drei Meter hohe Wandvertäfelung des Langhauses an, wie auch das Kirchen- bzw. Knappengestühl mit stilvollen Löwenkopfwangen. Rechts unterhalb vor der Kanzel steht eine Steinfigur des hl. Leonhard, die Christian Nickinger um 1485/90 geschaffen hat. Über die barocke Kreuzigungsgruppe, die am Chorbogen hängt, geben die Quellen keine Auskunft.

## Kirchhof
In die Südwestecke der Ummauerung des Kirchhofs ist eine Heiltumslaube eingebaut. In ihr wurden den Wallfahrern früher die Reliquien vorgezeigt. In der Laube steht eine lebensgroße barocke Leonhardsstatue.